# Frédéric-Auguste de Brunswick-Wolfenbüttel-Œls
Frédéric-Auguste de Brunswick-Wolfenbüttel-Œls (né le 29 octobre 1740, Wolfenbüttel – 8 octobre 1805, Eisenach) est un noble allemand et un général prussien. Prince issu des maisons de Brunswick-Wolfenbüttel et de Brunswick-Lunebourg, il hérite en 1792 du droit de sa défunte épouse du duché de Silésie, d'Oels et de celui de Bernstadt dont il devient ainsi duc souverain.

## Origine
Frédéric-Auguste est le sixième des treize enfants de Charles Ier de Brunswick-Wolfenbüttel et de son épouse la princesse Philippine-Charlotte de Prusse, fille du roi Frédéric-Guillaume Ier.

## Carrière militaire
Dès 1754 il devient capitaine dans le régiment de gardes de Brunswick-Wolfenbüttel et le 28 avril 1761 il est promu oberst et commandant du régiment d'infanterie de Zastrow. Pendant la Guerre de Sept Ans il participe à la bataille de Wilhelmsthal, puis aux combats de Melsungen, Homburg Fritzlar. Le 17 aout 1761 il est promu Major général et en octobre de la même année il combat à la bataille d'Ölper et il délivre la ville de Brunswick qui subissait son dernier siège. Cet exploit est évoqué par Anna Louisa Karsch dans son ode « Über den Entsatz von Braunschweig » qui en 1764 lui dédie également son « Ode über die Vorzüge des Prinzen Friedrichs von Braunschweig ».
En 1763 Frédéric-Auguste devient lieutenant-général et commandant du régiment d'infanterie Tettenborn, ensuite 19e Régiment, au service de la Prusse, il devient le favori de son oncle Frédéric II de Prusse et à partir de cette époque il le suit dans toutes ses campagnes. Il est également fait gouverneur de la forteresse de Küstrin. Le 1er octobre 1763 il devient chevalier de Ordre de l'Aigle noir. Le 20 décembre 1764 il est fait membre honoraire de l'Académie royale des sciences de Prusse. En 1774 il est nommé prévôt de Brandenburg. Le 21 mai 1787 il est fait Général d'Infanterie et le 13 décembre 1792 il devient duc d'Oels en Basse-Silésie. Le 28 décembre de cette année il commande le corps d'armée prussien déployé en Westphalie, mais pour des raisons de santé il délègue d'abord le commandement le 26 mars 1793 au lieutenant général Alexander von Knobelsdorff, avant de se démettre le 20 mars 1794.

## Union et succession
Le 6 septembre 1768 il épouse la princesse Frédérique-Sophie-Charlotte-Auguste de Wurtemberg-Œls (1er août 1751 – morte le 4 novembre 1789), fille de Charles-Christian-Erdmann de Wurtemberg-Œls, bien que leur union soit demeurée stérile il hérite du duché d'Œls à la mort de son beau-père en 1792. À la fin de sa vie il se retire dans son château de Sibyllenort (polonais: Szczodre) au nord de Wroclaw en Basse-Silésie pour traduire des œuvres françaises et s'adonner à des travaux littéraires. Il meurt en octobre 1805 en rendant visite à sa sœur Anne-Amélie à Eisenach, et il est inhumé à Weimar. Le duché d'Œls revient à son neveu Frédéric-Guillaume de Brunswick-Wolfenbüttel, surnommé le « Duc Noir ».